# Métodos eléctricos
Los métodos eléctricos son un tipo de método geofísico, y constituyen pruebas realizadas para la determinación de las características geotécnicas de un terreno, como parte de las técnicas de reconocimiento de un reconocimiento geotécnico.
Permiten evaluar la resistividad media del subsuelo mediante la medición de una diferencia de potencial entre dos electrodos situados en la superficie.
El flujo de corriente a través del terreno discurre gracias a fenómenos electrolíticos, por lo que la resistividad depende básicamente de la humedad del terreno y de la concentración de sales en el agua intersticial. Por ello existe una gran variabilidad de valores de la resistividad para cada tipo de terreno, con rangos muy amplios.
El método consiste en colocar cuatro electrodos alineados a igual distancia entre sí (d). Se conecta una batería a los electrodos exteriores midiendo la intensidad que circula entre ellos, así como el voltaje entre los electrodos intermedios. La resistividad viene definida por el cociente entre el voltaje y la intensidad de la corriente medidos, multiplicado por 2 Π d.
El valor obtenido representa la resistividad media de un gran volumen de suelo, ya que la red de corriente se extiende en profundidad, aunque tienen mayor peso las características eléctricas de los terrenos más superficiales. En cualquier caso, la presencia de un estrato de alta resistividad cercano a la superficie bajo otro de gran resistividad, eleva el valor resultante del ensayo, al contrario de lo que sucede si existe un material de baja resistividad bajo un estrato de alta.
El ensayo puede realizarse en forma de sondeo eléctrico, buscando la variación de la resistividad con la profundidad. Para ello se hacen diferentes medidas variando la distancia "d" entre los electrodos y manteniendo el centro de la alineación de los cuatro electrodos en un punto fijo.
Al incrementar la distancia aumenta la profundidad alcanzada por las líneas de corriente, englobando, por tanto, una mayor profundidad de suelo. Si la resistividad crece, puede concluirse que hay un estrato profundo de mayor resistividad, sucediendo lo contrario si la resistividad decrece al aumentar la separación. La profundidad hasta la que puede aplicarse es de unos 20 metros.
Otro procedimiento utilizado es el de perfil eléctrico, en el que se investiga la variación lateral del tipo de terreno. Se mantiene la misma distancia entre electrodos, desplazando el punto central de la alineación. De esta forma se obtienen datos en un área determinada para un espesor constante del terreno.
La amplitud de los rangos de la resistividad aparente para un determinado terreno, da lugar a que exista solape entre los rangos de diferentes tipos de terreno. Esto hace muy difícil la identificación de un determinado suelo o roca, y la profundidad de su localización. Además, hay una pobre correlación entre la resistividad y las condiciones mecánicas de un terreno.
Por lo tanto, tienen una menor aplicación en la ingeniería civil que los métodos sísmicos de refracción, aunque pueden servir para detectar la profundidad del nivel freático, apoyándose siempre en los resultados de prospecciones como sondeos o calicatas.
Donde sí tienen una utilización interesante es en la determinación de cavernas en zonas cársticas, dada la clara diferencia de resistividad existente entre un terreno y el aire, siendo esta última prácticamente infinita. En cualquier caso, la interpretación de los resultados no es fácil, puesto que el resultado proporciona el valor medio de la resistividad a través de una determinada trayectoria, que engloba al terreno sano y al vacío en las cuevas cársticas. Pero, por otra parte, las cuevas o galerías existentes pueden estar parcial o totalmente rellenas de agua, y como el agua, al contrario que el aire, es un gran conductor eléctrico, el resultado obtenido al atravesar una caverna puede no ser un aumento drástico de la resistividad, sino su reducción.
Otra aplicación de este método consiste en definir si un suelo es adecuado para albergar tuberías de fundición como las realizadas en abastecimientos de agua. Si su resistividad es baja, posibilita que las corrientes parásitas existentes en el terreno (zonas cercanas a vías de ferrocarril, transformadores, subestaciones eléctricas) puedan afectar a estas tuberías provocando y acelerando su corrosión. Por tanto, en el informe geotécnico de proyecto deberá contemplarse esta posibilidad, obteniendo la resistividad de los terrenos atravesados por la traza de la conducción, para en su caso, plantear un sistema de protección.